# Lobovalgus cantaloubei
Lobovalgus cantaloubei är en skalbaggsart som beskrevs av Franz Antoine 2002. Lobovalgus cantaloubei ingår i släktet Lobovalgus och familjen Cetoniidae. Inga underarter finns listade i Catalogue of Life.